# Бізорендкі
Бізорендкі (пол. Bizorędki) — село в Польщі, у гміні Собкув Єнджейовського повіту Свентокшиського воєводства.
У 1975-1998 роках село належало до Келецького воєводства.